# 태평줄새우
태평줄새우(太平- )는 징거미새우과에 속하며 학명은 Palaemon pacificus이다. 물이 맑은 해변에서 사는데, 갑각에는 흑갈색의 좁은 줄무늬가 여러 개 세로로 불규칙하게 늘어서 있다. 배에는 흑갈색의 좁은 가로줄무늬와 점이 흩어져 있으며, 가슴다리와 배다리의 자루에는 흑갈색 띠가 있다. 머리가슴이나 배의 표면은 털이 없어 매끈하며, 눈 사이에 앞쪽으로 돌출한 이마뿔은 비교적 크나 개체마다 크기가 다양하다. 더듬이윗가시와 아가미앞가시는 뚜렷하고 예리하며, 갑각의 앞옆모서리는 둥그스름하다. 한국을 포함한 전세계에 널리 분포한다. 

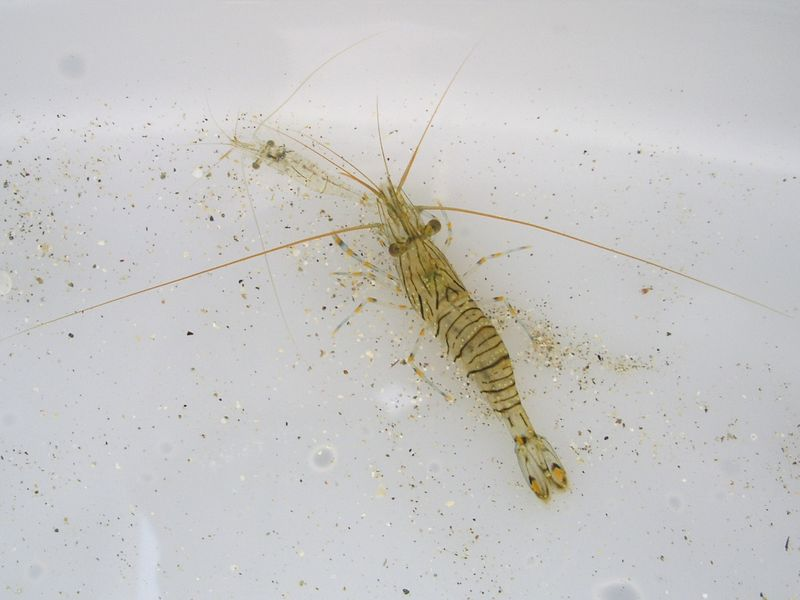